# Реальная сказка
«Реальная сказка» — российский художественный фильм 2011 года, фильм-сказка.
Рабочее название фильма — «Самая реальная сказка».
В прокат фильм вышел 3 ноября 2011 года.
Слоган фильма: «Надо просто верить».

## Сюжет
Однажды Олеся находит нетронутую старинную книгу сказок и, прочитав её, вскоре исчезает. Её брат Саша тут же бросается на поиски пропавшей сестры и узнаёт, что сказочные персонажи переселились в реальный мир, понимая, что люди перестали в них верить. Василиса Премудрая стала учительницей, Леший — бомжом, Иван-дурак — отставным ВДВшником, Синдбад-мореход — дальнобойщиком, любитель злата Кощей Бессмертный — олигархом, богатыри — его охранниками. Именно Кощей и похитил Олесю, поскольку понимает, что девочка узнала из книги о том, где находится его смерть. И борьба добра со злом продолжается.
Вскоре мальчик знакомится с Иваном-дураком, и они отправляются на поиски Олеси, где их ждёт очень много опасностей.
Василиса и Иван знают где найти Смерть Кощея. Саша отправляется в сказку через один старый Дуб. 
Кощей послал богатырей за ним, Саше помог Дядя Ашот (Синдбад). Богатыри разбили фургон, Синдбад пострадал, но Саша успел сбежать. 
Саша находит тот самый сказочный дуб, но Кощей его догнал и решил убить. Перешедшие на сторону Саши богатыри помогают ему и решают сразиться с Кощеем. А тот посылает против них своих клонов. Позже к ним присоединился и Иван-Дурак с автоматом. Кощей превратился в Василису и ранил Ивана.
Саша находит иглу в сундуке, который на ветке Дуба. Он полез за ней, Алёша помог выстрелом стрел опустить сундук и получил смертельное ранение от клонов, потом Добрыня подбежал к Алеше, тот умер у него на руках, тут же Добрыня получает смертельное ранение. Илья был в ярости и практически всех клонов одолел. Но тут же появились клоны с арбалетами и убили Илью. Кощей добил раненого Ивана и превратился в себя обратно. 
Кощей рассказал Саше что в игле Смерть Кощея и того кто держит иглу. И потом, пытаясь договориться, отпускает Олесю. Но Саша, зная, что зло надо уничтожить, разбивает иглу, и у него наступает клиническая смерть. В сказке Богатыри и все остальные(которые все-таки живы) в ожидании чуда. Саша на пару секунд умирает.
Однако в мир возвращается чудо, и мальчик оживает.

## В ролях
| Актёр               | Роль                                                                 |
| ------------------- | -------------------------------------------------------------------- |
| Сергей Безруков     | Иван-дурак                                                           |
| Леонид Ярмольник    | Борис Эдуардович Кащеев / Кощей (озвучивал Борис Репетур)            |
| Владимир Моташнев   | молодой Кощей                                                        |
| Ирина Безрукова     | Василиса Николаевна, классный руководитель Саши / Василиса Премудрая |
| Людмила Полякова    | Баба-Яга                                                             |
| Георгий Штиль       | дядя Лёша / Леший                                                    |
| Алексей Дмитриев    | Илья Муромец (озвучивал Дмитрий Назаров)                             |
| Павел Климов        | Добрыня Никитич                                                      |
| Антон Пампушный     | Алёша Попович                                                        |
| Максим Шибаев       | Саша Богатырёв                                                       |
| Анастасия Добрынина | Олеся Богатырёва                                                     |
| Алевтина Добрынина  | кассирша-ведьма                                                      |
| Сергей Погосян      | дальнобойщик дядя Ашот / Синдбад-мореход                             |
| Анна Герман         | мама Саши и Олеси                                                    |

## Съёмочная группа
- Режиссёр-постановщик: Андрей Мармонтов
- Продюсер: Сергей Безруков
- Авторы сценария: Андрей Мармонтов, Сергей Безруков
- Композитор: Марат Файзуллин
- Операторы: Иван Иванов, Андрей Макаров
- Художники: Светлана Смирнова, Вацлав Воглидал, Руслан Хвастов
- Кастинг-директор: Ирина Калинина

## Производство
Автором идеи фильма и продюсером выступил Сергей Безруков.
В ходе производства фильма создатели столкнулись с финансовыми трудностями.

Нам никто не оказывал поддержку, только потом появились инвесторы, появились в Казани те, кто понял нас. Мы даже в титры не вставили ещё Министерство культуры, потому что до сих пор не заключён договор — такая вот поддержка задним числом. Это грустно, потому что похоже на реальность, а не на сказку. В своей стране мы как бедные родственники, наши зрители привыкли кормить американского производителя, который только вкладывает деньги в рекламу. А нам нужно ездить по кинотеатрам страны и разговаривать с журналистами и зрителями, чтобы нас поняли— Сергей Безруков
.
Ради роли Ивана-дурака Сергей Безруков даже отказался от парика, поэтому специально отращивал волосы и перекрасился в блондина.
Съёмки проходили с 25 июля по 1 октября 2009 года в Казани, Чебоксарах и других городах.
Съёмка финального водного боя проходила в Праге.

## Оценки
Александра Лайт в «Музыкальной правде» положительно отозвалась о фильме: «Хорошее, доброе кино для детей и взрослых».